# Apple Newton
A Newton egy Personal Digital Assistant (PDA) platform, amelyet az Apple Computer, Inc. fejlesztett ki és forgalmazott az 1990-es években.
A Newton családba tartozó eszközök korai PDA-k voltak – a PDA kifejezés éppen a Newton-tól ered –, 
és ezek voltak az első kézírásfelismeréssel rendelkező eszközök.
Az Apple 1987-ben kezdte el fejleszteni a platformot és 1993 augusztusában szállította az első készülékeket.
Gyártása hivatalosan 1998. február 27-én fejeződött be. A Newton platform eszközei saját fejlesztésű Newton OS operációs rendszerrel működtek, példaként említhető az Apple MessagePad sorozat és az eMate 300, és más cégek is kiadtak Newton OS-t futtató eszközöket. A legtöbb Newton készülék ARM 610 RISC processzoron alapult és mindegyik rendelkezett kézírás-alapú bevitellel.
A Newton technológiai szempontból innovatívnak számított megjelenésekor, de több tényező, például magas ára és a kézírás-felismerő funkció kezdeti problémái, korlátozta az eladásokat. Ezek miatt az Apple végül 1998-ban, Steve Jobs irányítása alatt leállította a platformot, egy évvel a céghez való visszatérése után.

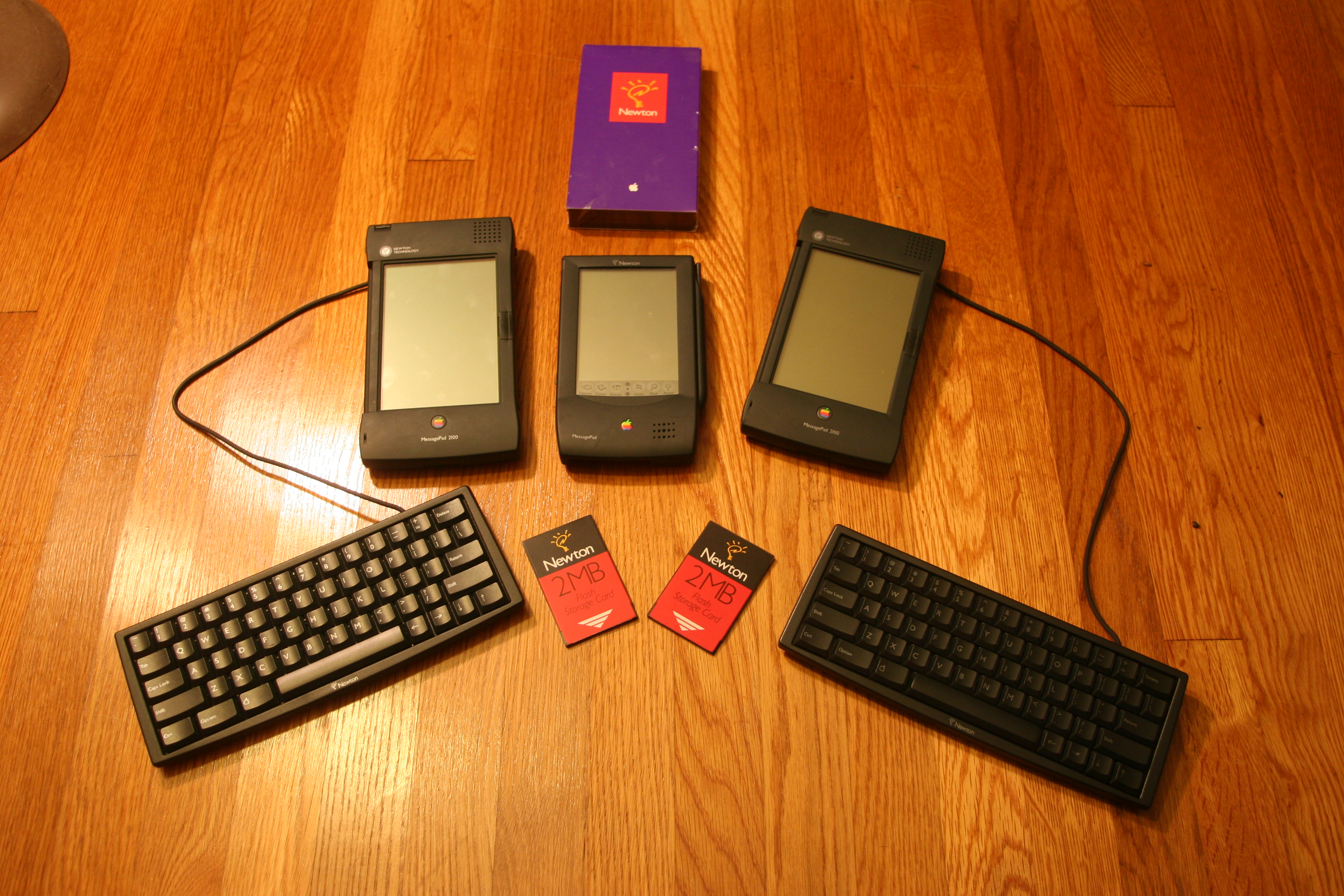
Három Newton MessagePad készülék billentyűzettel és LinearFlash PCMCIA memóriakártyákkal

## Fejlesztés

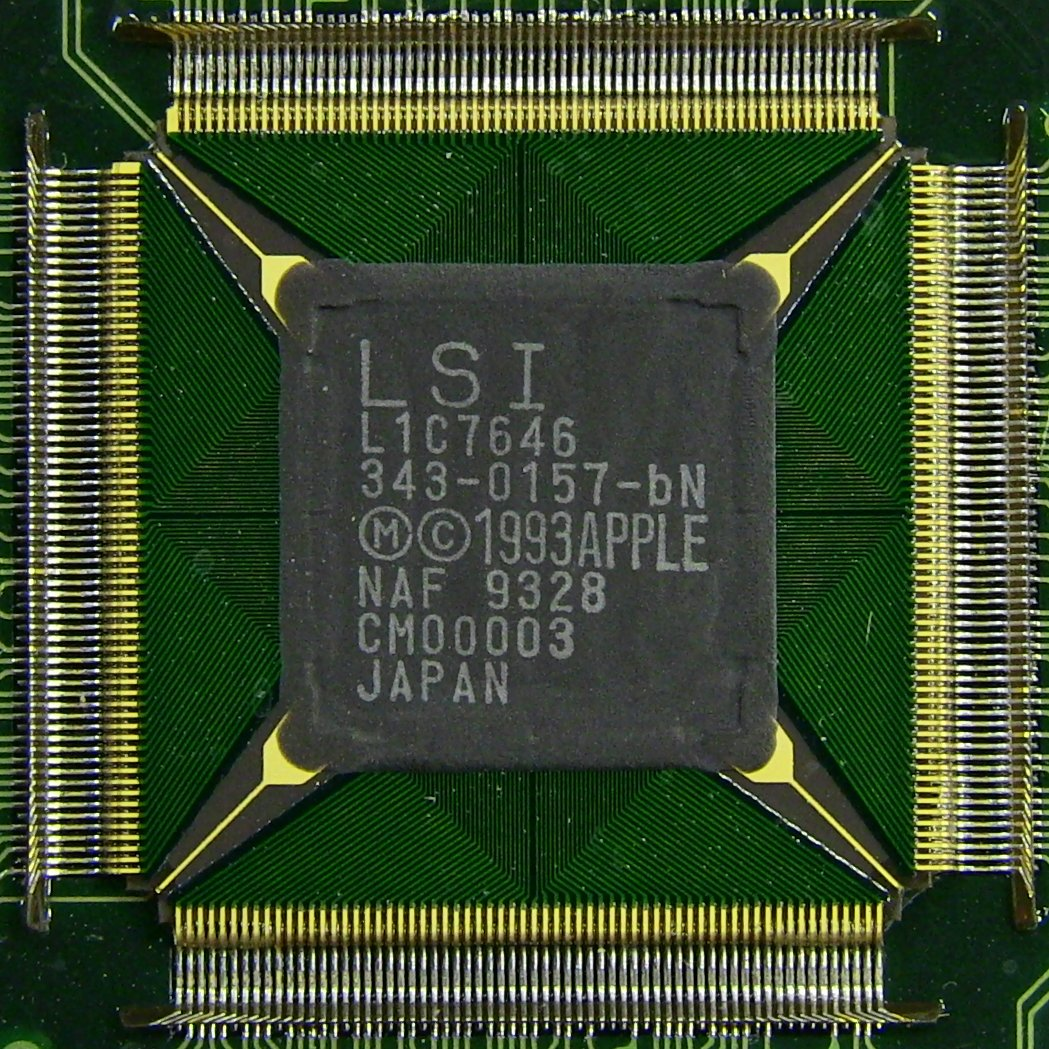
Egyedi ASIC csip az eredeti Apple Newton H1000 belsejében

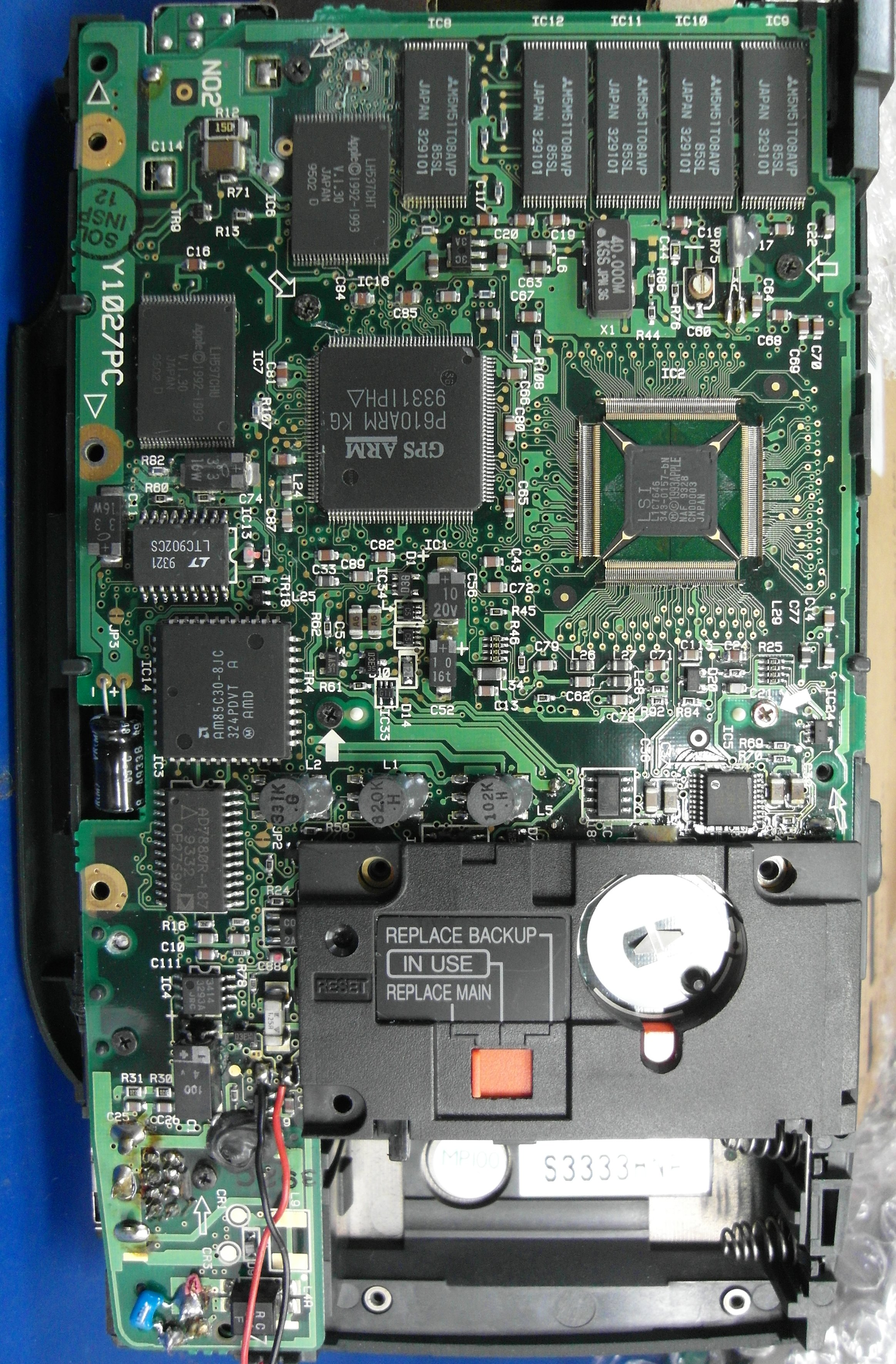
Az Apple Newton Messagepad H1000 belseje, eltávolított hátsó borítóval

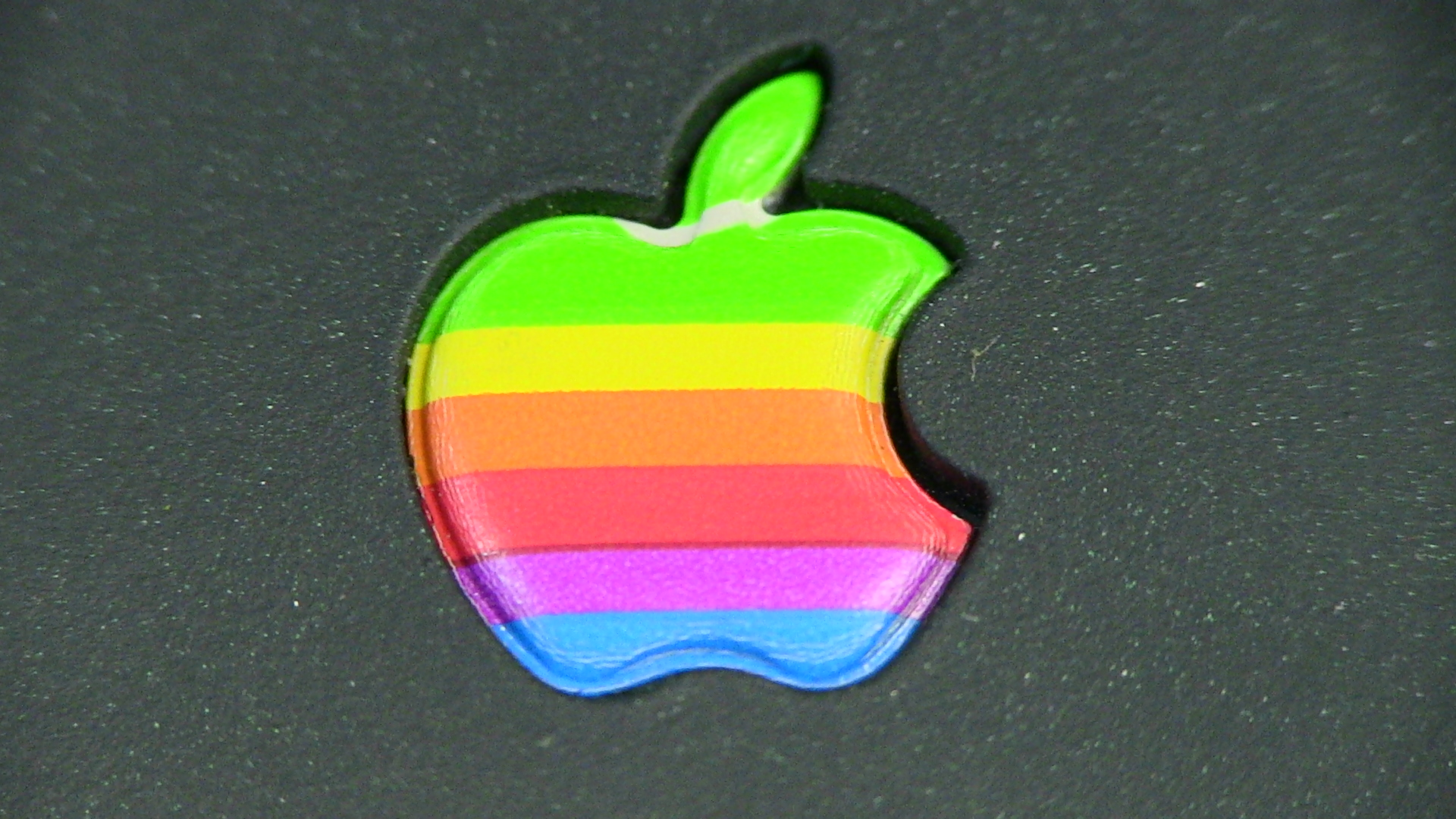
A Newton eredeti színes Apple-logója

A Newton projekt 1987-ben indult az Apple-nél, Steve Sakoman vezetésével. Célja egy hordozható személyi számítógépes platform kifejlesztése volt, amelyet később „Personal Digital Assistant”-nak (PDA) – azaz „személyi digitális asszisztensnek” neveztek el.
Ez az eszközkategória nem létezett a Newton születésének idején, mivel a PDA kifejezést John Sculley, az Apple vezérigazgatója alkotta, a fejlesztési ciklus késői fázisában.
Sakoman 1984 óta dolgozott az Apple-nél, és elsősorban a Macintosh hordozható verziójának kifejlesztésével bízták meg. Kiindulásul John Sculley „Knowledge Navigator” ötlete szolgált, ami egy fél A4-es méretű tablet-szerű készülék lett volna, mesterséges intelligencia támogatással és kézírásos bevitellel.
A kezdeti prototípusok az AT&T Hobbit processzorára épültek. A kézírás-felismerés igen sok erőforrást igényelt, így a készülékbe 3 ilyen processzor kellett volna. Az AT&T túl sokat kért a processzor továbbfejlesztésért, ami túlságosan megemelte volna a költségeket, ezért letettek a Hobbit használatáról.
A tervezés során Larry Tesler, aki a Lisa fejlesztésében is részt vett az Apple-nél, megállapította, hogy egy fejlett, kis fogyasztású processzor szükséges a kifinomult grafikai műveletekhez. Megtalálta Hermann Hausert, az Acorn Computers társalapítóját, amely kifejlesztette az Acorn RISC Machine-t, azaz az első ARM-architektúrájú processzort, és aki megalapította az Advanced RISC Machines-t, ami jelenleg az Arm Ltd.
Ezután Jonathan Ive egy kisebb kialakítást tervezett.
Bár a PDA-k az eredeti 1984-es Psion Organiser óta fejlődtek, 
a Newton különösen maradandó benyomást hagyott maga után: a személyi digitális asszisztens (PDA) kifejezést először a Newtonra vonatkoztatták.
Az Apple korábbi vezérigazgatója, John Sculley szerint, a vállalat körülbelül 100 millió dollárt fektetett a Newton kifejlesztésébe.

### További történet és megszüntetés
A Newton a megjelenésekor innovatívnak számított, de magas ára miatt és leginkább várt funkciója, a kézírás-felismerő részegység problémáitól szenvedett. A kézírás-felismerő szoftver alig készült el 1993-ra, és a beírt karakterek hibás felismerésére való hajlamát széles körben gúnyolták a médiában.
Ezt parodizálták például A Simpson család „Lisa a jégen” című epizódjában, ahol egy jelenetben a Newton kézírás-felismerője a beírt szöveget tréfásan megváltoztatja. Garry Trudeau képregényrajzoló is kigúnyolta a Newtont Doonesbury című képregény-csíkjában, innen származik az „Egg Freckles (tojás-szeplők)” kifejezés, ami a Newton problémáinak jelképévé vált. 
A szoftver ugyan jelentősen javult a Newton OS 2.0-ban, de ez nem volt elég ahhoz, hogy nagyobb eladásokat ösztönözzön.
A Newton népszerű lett néhány iparágban, nevezetesen az orvosi területen. A konkurens Palm Pilot megjelenése azonban jelentősen csökkentette a piaci részesedését. Az Apple nehezen talált új irányt a Newton számára, és mikor Steve Jobs 1997-ben visszatért a vállalathoz, felszámolta a termékvonalat. Kritizálta a készülék gyenge teljesítményét, a fejlesztőcsapat vezetését, és a gép tollát (angolul: Stylus), amelyet nem kedvelt, mert az nem tette lehetővé, hogy az ujjait használja a kijelzőn. Ráadásul, mivel az Apple már így is súlyos veszteségeket szenvedett, ami veszélyeztette a túlélését, a veszteséges Newton kapóra jött a leépítéshez. Jobsot valószínűleg az is motiválta, hogy a Newton régi ellenfele, John Sculley kedvenc projektje volt.
Jobs azonban látott lehetőséget a technológiában és a koncepcióban, ha a végrehajtásában nem is, és végül afelé vezette az Apple-t, hogy megalkossa a FingerWorks multi-touch beviteli módszerek által inspirált eszközöket, az iPhone-t és iPad-et.

## Jellemzők

### Alkalmazások
A legtöbb Newton-eszköz változatos előre telepített, a személyes adatok szervezését és kezelését támogató szoftverrel rendelkezett.
Ezek közé tartoztak a „Notes” (Jegyzetek), a „Names” (Nevek), és a „Dates” (Dátumok) alkalmazások, valamint számos termelékenységi eszköz, például egy számológép, átváltási számítások (mértékegység-átváltások, valutaváltás), időzónatérképek és egyebek.
A Newton OS későbbi 2.x verzióiban ezek az alkalmazások finomodtak és újakkal egészültek ki, mint például a Works szövegszerkesztő és a Newton Internet Enabler,  valamint a mellékelt, külső fejlesztőktől származó alkalmazások, mint például a QuickFigure Works táblázatkezelő (a Pelicanware QuickFigure Pro „lite” változata), Pocket Quicken (személyes pénzügyi alkalmazás), a NetHopper webböngésző, és a Netstrategy EnRoute email kliens. A különböző Newton-alkalmazások teljes importálási/exportálási képességgel rendelkeztek a népszerű asztali irodai programcsomagokhoz és PIM (Personal Information Manager) (Személyes információkezelő) alkalmazásfájl-formátumokkal, elsősorban az Apple által mellékelt Newton csatlakozási segédprogramok használatával, és az Apple Newton Connection Kit (csatlakozó készlet) segítségével – ez utóbbit külön árulták és csak a Newton OS 1.x verzióit használó Newton eszközökön működött.

#### Nevek
A „Names” (Nevek) alkalmazás névjegyek (kapcsolatok) tárolására szolgál. 
A Newton eszközön vagy egy Windows vagy Macintosh asztali gép PIM szoftverében létrehozott névjegyek 
szinkronizálhatók egymással. 
A „Names” alkalmazásban egy dátum beírása születésnap vagy évforduló típusú mezőbe automatikusan létrehozza a megfelelő ismétlődő eseményeket a Dátumok alkalmazásban.
Minden névjegyhez elérhető egy csatolt szabad formátumú jegyzetmező, amely átlapolt szöveg, szabadkézi szöveg, alakzatok vagy vázlatok bármilyen keverékét tartalmazhatja. 
A „Notes”-hoz hasonlóan, a „Names” alkalmazást is bővíthetik a fejlesztők, hogy speciális új névjegykategóriákat hozzanak létre egyedi, előre meghatározott mezőkkel. A Names alapesetben háromféle kapcsolattípust tartalmaz, „emberek”, „cégek”, és „csoportok”, de a fejlesztő új típusokat is definiálhat, például „ügyfél”, „páciens”, stb. 
A Stand Alone Software szintén létrehozott egy Newton szoftvercsomagot, a Stationery Construction Kit-et, amely lehetővé tette a felhasználók számára hogy saját maguk készítsenek „irodaszereket” (kiegészítőket) más eszközök segítsége nélkül.

#### Dátumok
A „Dates” (Dátumok) alkalmazás naptár, események, találkozók és riasztások funkciókat biztosított, és ezzel együtt 
egy integrált tennivalólista-szervező programot. 
Ez számos különböző megjelenítési és navigációs stílust kínált, beleértve a listanézetet, grafikus napi „időgazdálkodás” nézetet, illetve heti, havi vagy éves rácsot. 
A Nevekhez és a Jegyzetekhez hasonlóan, a Newton eszközön vagy egy Windows vagy Macintosh asztali gép PIM-jében létrehozott dátum elemek szinkronizálhatók egymással.

### Hardver modellek

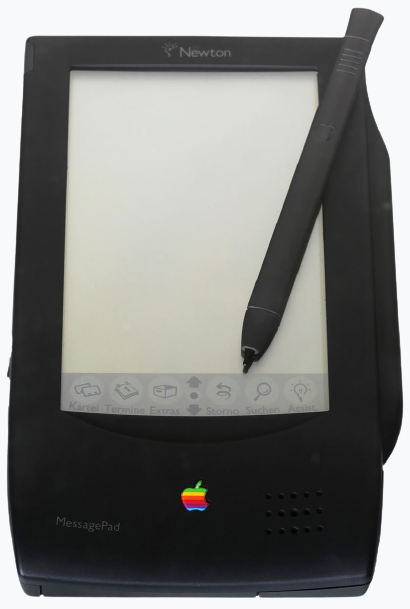
MP100

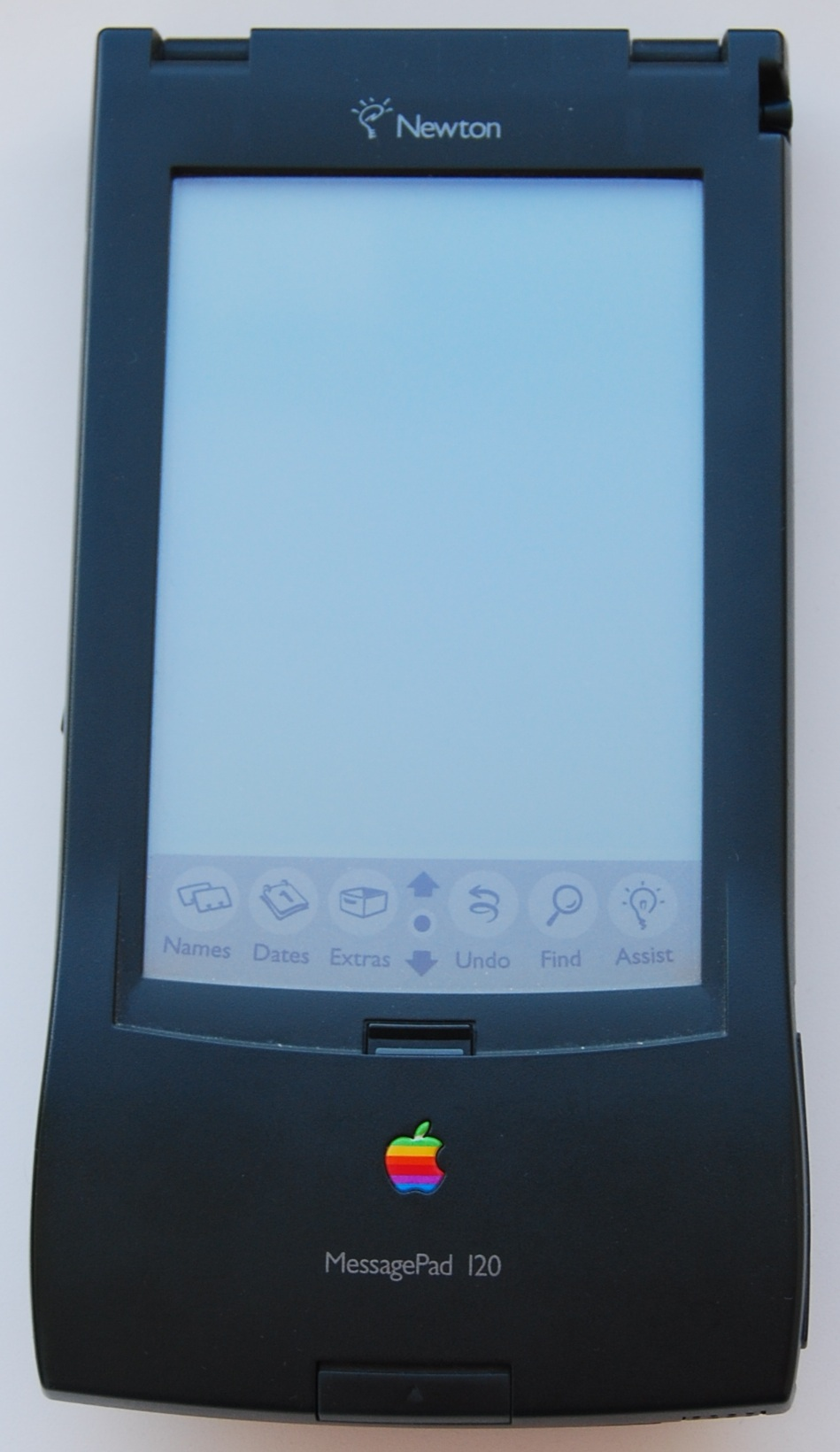
MP120

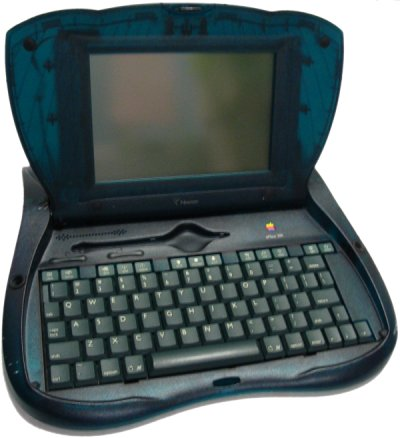
eMate 300

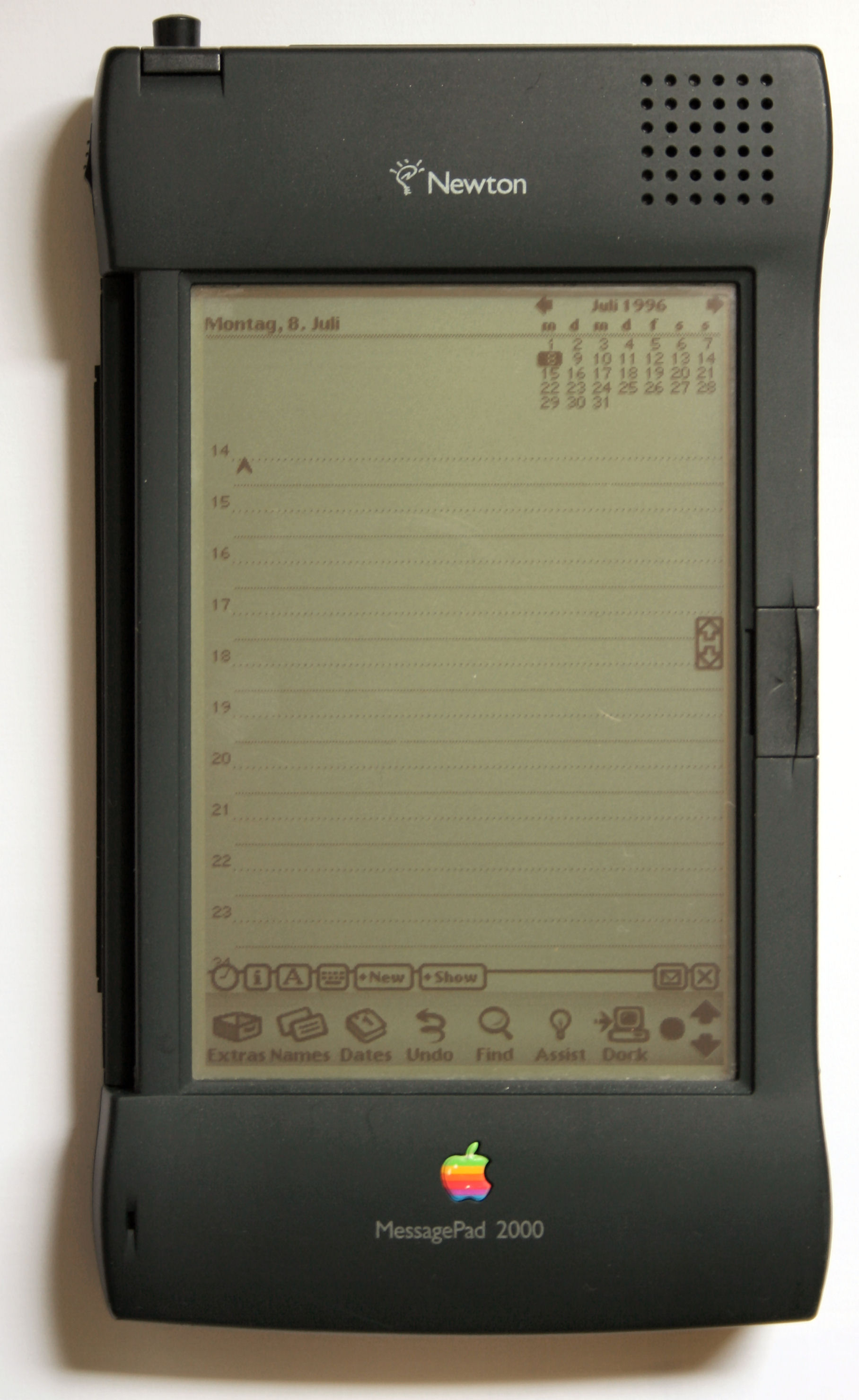
Apple Newton MessagePad 2000

Apple:
- MessagePad[40][41][42][43][44][45][46][47][48][49][50][51] (más néven a H1000, OMP vagy Original MessagePad (Eredeti ~))[49]
- MessagePad 100 (az OMP-vel megegyező a hardver, de újabb rendszerverzió)[2][52]
- MessagePad 110[44][46][52][53]
- MessagePad 120[54][55]
- MessagePad 130[56][57]
- eMate 300[58][59]
- MessagePad 2000[60][61][62][63]
- MessagePad 2100[64][65][66]

Motorola:
- Motorola Marco

Sharp:
- Sharp ExpertPad PI-7000 (megegyezik az OMP-vel)
- Sharp ExpertPad PI-7100 (megegyezik az MP 100-zal)[67]

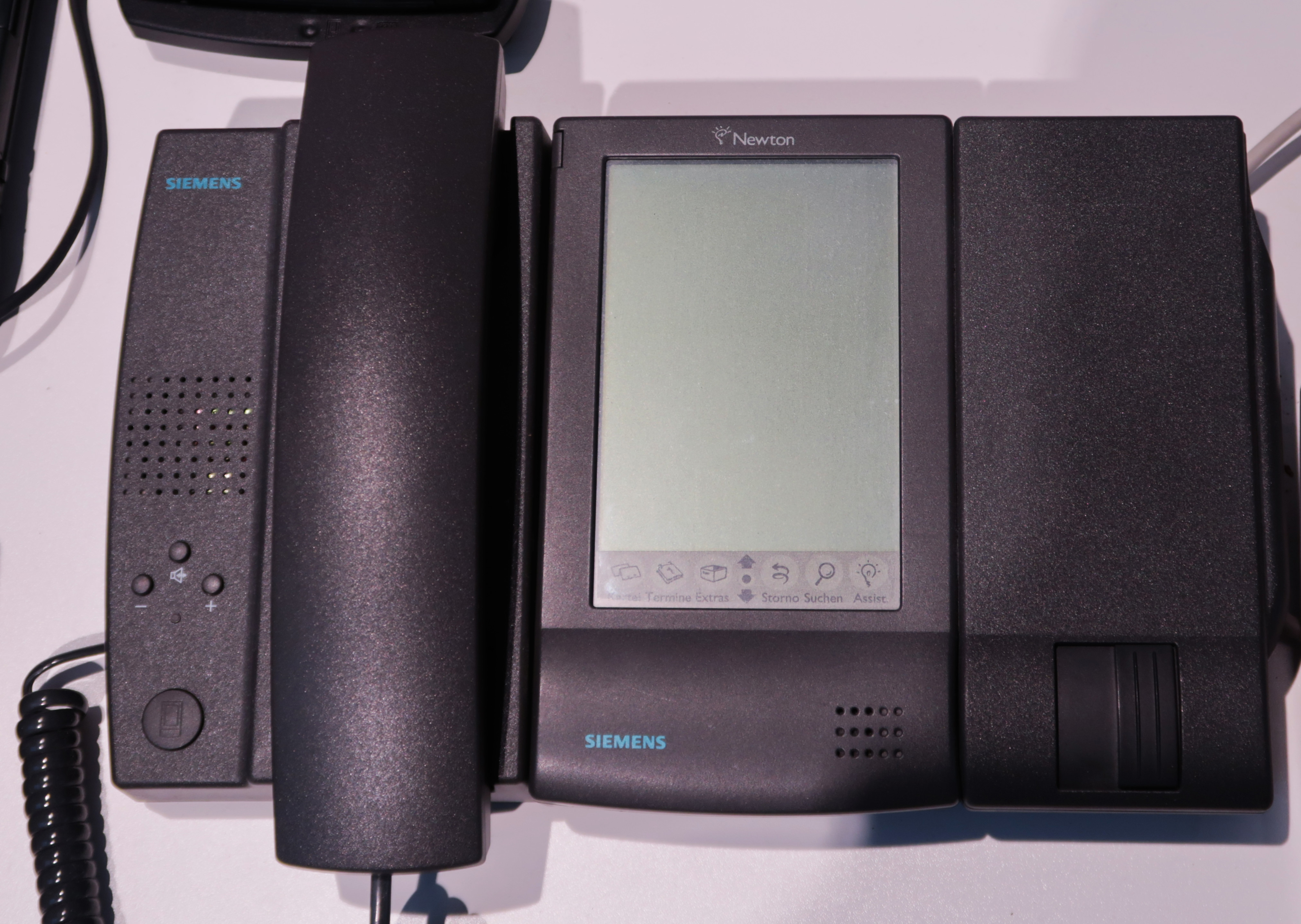
Siemens NotePhone

Digital Ocean:
- Tarpon[68]
- Seahorse[69]

Siemens:
- Siemens Note Phone[70][71]

Harris:
- Harris SuperTech 2000[72]

### Operációs rendszer és programozási környezet
A NewtonScript egy fejlett objektumorientált programozási nyelv, amit Walter Smith, az Apple egyik alkalmazottja fejlesztett ki. 1000 dolláros ára meglehetősen borsos volt, a programozók tiltakoztak is emiatt. Ráadásul egy új programozási módszert is el kellett sajátítaniuk.

## Newton technológia a megszüntetés után

Newton, Inc. logó

Mielőtt a Newton-projektet törölték, „kiszervezték” azt az Apple teljes tulajdonú leányvállalatába, a Newton, Inc.-be.
Több éven át folyt a találgatás arról, hogy az Apple esetleg kiad egy új PDA-t valamilyen Newton technológiával vagy együttműködik a Palm céggel. Ezt a spekulációt valamennyire táplálta, hogy az Apple a Newton 2.1 kézírás-felismerő rendszerének „Print Recognizer” részét beépítette a Mac OS X v10.2 (ismert nevén „Jaguar”) verzióba. Grafikus táblagépeken használható a kézzel írt, nyomtatott szöveg fennakadás nélküli bevitelére bárhol, ahol a képernyőn van beillesztési pont. Ez az „Inkwell” néven ismert technológia megjelenik a Rendszerbeállításokban egy tablet beviteli eszköz csatlakoztatásakor. Larry Yaeger volt a szerzője a Newton eredeti „Rosetta” felismerőprogramjának, és ő volt felelős a Mac OS X-re való átültetéséért is.
Egy 2004-es „All Things Digital” konferencián, Steve Jobs utalt egy új „Apple PDA”-ra, amit a cég kifejlesztett, de végül nem hozot forgalomba.

### A Newton emulációja
2004 óta folyik egy Newton emulátor fejlesztése, „Einstein Project” néven. Ez a Newton alternatív operációs rendszerként való felhasználását célozza más platformokon.
Jelenleg a Sharp Zaurus, az Apple Mac OS X, Nokia Maemo, Microsoft Windows és a Pepper Pad 3 platformokon ill. operációs rendszerek alatt működhet.
Az emulátor nyílt forráskódú projekt, de működéséhez egy eredeti Newton ROM telepítése szükséges.
Az iPhone-ok és iPadek 2010 szeptembere óta képesek futtatni az Einstein emulátort. Android operációs rendszeren az Einstein 2011 márciusa óta elérhető.

### A jövő
A Newton esetleges újjáélesztése egy időben gyakori találgatások forrása volt a Macintosh-felhasználók körében. Szabadalmi kérelmeket nyújtottak be egy tablet alapú Macintosh-ra.
2009 szeptemberében Michael Tchao, aki az eredeti Newton-koncepciót javasolta John Sculleynak, visszatért az Apple-höz. Michael Tchao jelenleg az iPad termékmarketingért felelős alelnöke.

### Fejlesztés
A Newton számára megszüntetése óta készültek programok, ezek között van RSS-olvasó is.

## A népszerű kultúrában
Az Apple Newton MessagePad-et és annak gyenge kézírás-felismerését a Simpson család „Lisa a jégen” című epizódjában ábrázolták egy jelenetben, 1994-ben.
Az 1995-ös Neon Genesis Evangelion animesorozatban a Newtonról mintázott kézi eszközök láthatók, több alkalommal is, ezek különböző funkciókra szolgálnak a NERV-en belül.
Az 1995-ös Under Siege 2: Dark Territory című filmben is megjelenik, ahol a cselekmény része.
Az 1998-as The X-Files Game című interaktív videojátékban a főszereplő egy Apple Newtont használ jegyzetek készítésére, e-mailek olvasására és navigál a játék különböző helyszínein.
Az Apple 2016. március 21-i iránykereső konferenciáján bemutattak egy „40 év 40 másodpercben” című videót. Ebben a cég negyvenéves történetét az Apple legjelentősebb termékneveinek és szlogenjeinek felvillanó szövegével mutatják be, és ezek között ott van a Newton is. A Newtoné volt azonban az egyetlen „kisatírozott” szöveg, azt  utánozva, ahogy a felhasználók törölték a szöveget a készüléken, és ezzel a termékcsalád teljes törlésére utaltak.
A For All Mankind TV-sorozat 3. évadának 1. epizódjában, egy alternatív történelem 1992-ében a Newton MessagePad háttérvilágítású (feltehetőleg színes) kijelzője látható egy eligazításon.

## Fordítás
Ez a szócikk részben vagy egészben  az   Apple Newton című angol Wikipédia-szócikk ezen változatának fordításán alapul.  Az eredeti cikk szerkesztőit annak laptörténete sorolja fel. Ez a jelzés csupán a megfogalmazás eredetét és a szerzői jogokat jelzi, nem szolgál a cikkben szereplő információk forrásmegjelöléseként.

### Newton programozási dokumentáció
- The Newton Application Architecture
- Newton Tool Kit (NTK) Integrated Development Environment Manual
- The Newton Application Architecture Archiválva 2011. május 7-i dátummal a Wayback Machine-ben
- A quick introduction to programming in NewtonScript using NTK
- The NewtonScript Programming Language (Apple Manual).
- Newton Programmer's Guide, OS 2.0
- Newton Programmer's Guide, OS 2.1 Addendum
- Newton Programmer's Reference, OS 2.0
- Newton OS 2.1 Engineering Documents
- Explanation of NewtonScript Prototyping Archiválva 2008. szeptember 3-i dátummal a Wayback Machine-ben.
- Newton User Interface Specification Guide

### Általános információk a toll alapú számítástechnika történetéből
- Notes on the (relatively unknown) History of Pen-based Computing
- Notes on the History of Pen-based Computing. YouTube
- Annotated Bibliography in Pen Computing
- Pőcze Balázs: Harmincéves az Apple forradalmi kütyüje és egyben legnagyobb bukása (magyar nyelven). #apple #kütyü. Rakéta, 2022. május 31. (Hozzáférés: 2023. május 31.)